# Alhambra (Illinois)
Alhambra es una villa ubicada en el condado de Madison en el estado estadounidense de Illinois. En el Censo de 2010 tenía una población de 681 habitantes y una densidad poblacional de 343,71 personas por km².

## Geografía
Alhambra se encuentra ubicada en las coordenadas 38°53′15″N 89°44′13″O / 38.88750, -89.73694. Según la Oficina del Censo de los Estados Unidos, Alhambra tiene una superficie total de 1.98 km², de la cual 1.96 km² corresponden a tierra firme y (1.05%) 0.02 km² es agua.

## Demografía
Según el censo de 2010, había 681 personas residiendo en Alhambra. La densidad de población era de 343,71 hab./km². De los 681 habitantes, Alhambra estaba compuesto por el 97.8% blancos, el 0.29% eran afroamericanos, el 0% eran amerindios, el 0.29% eran asiáticos, el 0% eran isleños del Pacífico, el 0.29% eran de otras razas y el 1.32% pertenecían a dos o más razas. Del total de la población el 0.44% eran hispanos o latinos de cualquier raza.